# Муанг Мао
Муанг Мао (Муанмао, Мйон Мо) — тай-шанська держава, що утворилося у першій половині XIV ст. в умовах кризи бірманських царств та початку занепаду імперії Юань. Була провідною серед шанських і тайських держав свого регіону. Вела запеклі війни з династіями Юань та Мін. Прийшла в занепад наприкінці XV ст.

## Назва
З шанської мови «Муанг (Мйон)» означає країну або місце, а «Мао» (Mo) розвинулося від «запаморочливий», оскільки за легендою мати легендарного тайського чаопха (володаря) У Тіна відчула запаморочення, коли її підняв на небо птах. Загалом перекладається як Велика країна.
У китайській літературі називався Лучуань (кит.: 麓川), і вперше зафіксоване в «Юаньші» як назва адміністративного поділу «Округ Лучуань». У бірманській називалася Мо або Мошан.

## Історія
Деякі вчені ототожнюють Муанг Мао з тайською державою Пон (в китайських джерелах відоме як Лу Шван). Припускають, що це було скоріше протодержавою або союзом тайських племен, що розпався десь у на початку XIII ст., напевніше внаслідок поразок від держави Далі (в цей же час іншою групою таї було засновано Ахом).
1254 року монголами було знищено державу Далі, від якої північношанські князівства (і Мао) перебували у залежності. Все це дало можливість для самостійного розвитку шанського вождівства Мао (Мо).
Юань правив регіоном опосередковано через Систему корінних вождів. Поступово відбувається посилення вождіства, набуття ним державних ознак. Проте щодо контактів вождів Мао з монголами чи бірманцями в цей час обмаль відомостей.
У XIV ст. відбувається послаблення влади у прикордонні імперії юань. Разом з тим бірманські царства Сікайн і Пінья загрузли у взаємній боротьбі. Цим скористався вождь Сі Кефа, який розпочав процес об'єднання шанських вождіств, що завершив у 1340 році. Було засновано першу шанську державу Муанг Мао.
Подальше її посилення призвело до війни з Юань, за під сумками якої вдалося відстояти самостійність при номінальному визнанні влади імператорів. Але нова криза в Юань у 1350-х роках дозволило повністю позбутися будь-якої залежності.
З 1360-х років починаються війни з царствами Сікайн і Пінья, що завершилися знищенням першого та тяжкою поразкою останнього. В результаті Муанг Мао набув значної влади у Верхній Бірмі. Водночас розширювалися володіння за рахунок провінції Юньнань в імперії Юань та підкорення тайських племен в Ассамі.
Після смерті Сі Кефа у 1371 році починається послаблення державності: його залежні князі стають більш самостійними. Водночас посилюється царство Ава, що здійнює постійні напади на шанів. 1375 року Муанг Мао зазнало поразки, визнавши зверхність Ави над шанськими князівства Могн'їн і Кале.
У 1382 році держава зіткнулася з новим супротивником — імперією Мін, що захопила Юньнань. Правитель Сі Луньфа вирішив номінально підкоритися владі Мін, що дозволило 1387 року почати нову війну проти Ави. Вона завершилася 1390 року безрезультатно. Водночас у 1386 році починається війна проти Мін. Останню підтримала держава Кенхунг. 1388 року Муанг Мао визнало поразку, визнавши зверхність Мін. Натомість Сі Лунфа отримав титул тусі (в китайському варіанті ту-цзу). У 1392 році поновилася війна з царством Ава, але після перших успіхів армія Муанг Мао зазнало поразки.
На початку 1400-х років посилюються процеси розпаду Муанг Мао й становлення самостійних князівств Онбаунг, Ньяунгшве, Кале й Могн'їна, чим скористалася ава для їх підкорення. У 1413 році під тиском мінського двору Муанг Мао виступило проти царства Ави, але 1414 року зазнало поразки й вимушено було сплатити данину. У 1420-х роках відбуваються нові напади на аву, але також без успіху. З цього часу відбувається поступовий занепад Муанг Мао, фактично розпавшись на низку шанських князівств.
1436 року виступила проти імперії Мін, 1439 року уклавши союз з царством Ава. Боротьба з китайями послабило Мцанг Мао, чим вирішив скористатися його союзник, 1441 року аваські війська атакували фортецю Могаун. 1442 року визнало зверхність Ави. Під впливом останньої 1448 року оголосило незалежність від імперії Мін, що спричинило нову війну. Боротьба з перервами тривала до 1450 року.
До 1460 року здобула незалежність від Ави, користуючись військовим послабленням останньої. Але вже у 1476 році зазнало нової поразки й знову підкорилося Аві. Проте вже на початку 1490-х років знову здобула незалежність. Втім на цей час являла рештки колишньої потуги, перетворившись на одне з шанських князівств. На початку XVI ст. увійшла до союзу шанів на чолі із князівством Могн'їн. 1604 року разом з іншими шанськими князівствами стала частиною імперії Таунгу.

## Територія і населення
Охоплювала територію сучасних Північної М'янми, частину китайської провінції Юньнань (Дехун-Дай-Качинська автономна префектура), більшість індійських штатів Ассам і Аруначал-Прадеш. Ключовою річкою була Наммао (в Китаї відома як Швелі). Столиця Мо розташовувалося практично нас учасному кордоні КНР і М'янми. В подальшому столиця переміщувалася з місця на місце, але більшість з них були розташовані біля річки Наммао.
Основу становили шани (один з тайських народів), а також були присутні декякі інші тайські племена (тау-ниа, ли, заїва), бірманські народи (качини, ачани), кхмери (палаунги, булани, ва).

## Устрій
На чолі стояв саофа (в китайському варіанті чжао-фа). Йому допомагав у внутрішніх справах даомен (перший міністр). Структура була мілітаризована за аналогом імперії Юань: чжаолу командував 10 тис. осіб (власне територія, де вони мешкали, де збирав вояків), чжаоган — тисячник, чжаобо — сотник, чжаосі — п'ятдесятник, чжаочжунь — десятник. Під час війни саоофа, якщо особисто не очолював військо, призначав командувача — чжаоліна.
Монарх розподіляв захоплену землю між своїми сановниками та військовиками, тим самим утворюючи мережу військових маєтків та васальних князівств.

## Економіка
Основу становило землеробство у долинах річок (в сільських гродаха тезі (цзезі), скотарство, добування корисних копалень (міді, срібла та нефриту), посередницька торгівля. Важливим джерелом наповнення скарбниці були військові кампанії проти сусідів, їх грабунок.

## Культура
Відбувається розвиток власне шанської мови, яка зазнало впливу бірманської мови. При цьому існували численні діалекти. Наприкінці існування державності Муанг Мао або в частині вже власне князівства Мао була складена «Хроніка Мон Мао». Населення сповідувало буддизм, монарх фундували та підтримували зведення пагод в містах.